# Irena Vrančić
Irena Vrančić (Banja Luka, 21 marzo 1990) è una cestista bosniaca.

## Carriera
Con la Bosnia ed Erzegovina ha disputato i Campionati europei del 2021.